# Rawdna Carita Eira
Rawdna Carita Eira (Elverum, Noruega - 6 de outubro de 1970) é uma escritora e dramaturga norueguesa pertencente à etnia Sámi. Eira cresceu em Brønnøysund, no condado de Nordland, e formou-se como professora. Trabalhou como pastora de renas, encenadora e dramaturga associada ao Teatro Beaivváš Sámi. Escreveu letras para as suas próprias canções e melodias dentre outros, da artista Sámi Mari Boine. Eira publicou um livro bilíngue em 2011, entitulado 'Ruohta muzetbeallji ruohta/Løp svartøre løp', que foi nomeado para o Prémio de Literatura do Conselho Nórdico em 2012. Vive atualmente no município de Kautokeino, Finnmark.